# Adrian Paluchowski
Adrian Paluchowski, né le 19 août 1987 à Varsovie, est un footballeur polonais. Il est attaquant au GKS Bogdanka.

## Carrière
- 2007–2010 :  Legia Varsovie
- 2008 :  Znicz Pruszków (prêt)
- 2010 :  Piast Gliwice (prêt)
- 2010– :  GKS Bogdanka

### Palmarès
- Vice-champion de Pologne : 2009